# Trang Thuận Hoàng quý phi (Đạo Quang)
Trang Thuận Hoàng quý phi (chữ Hán: 莊順皇貴妃; 29 tháng 11 năm 1822 - 13 tháng 12 năm 1866), Ô Nhã thị (烏雅氏), Mãn Châu Chính Hoàng kỳ, là một phi tần của Thanh Tuyên Tông Đạo Quang Đế.
Thông qua con trai Thuần Hiền Thân vương Dịch Hoàn, thì cháu nội của bà chính là Thanh Đức Tông Quang Tự Đế, và chắt nội của bà là Tuyên Thống Đế Phổ Nghi.

## Thân thế
Trang Thuận Hoàng quý phi sinh ngày 16 tháng 10 (âm lịch) năm Đạo Quang thứ 2 (1822), thuộc gia tộc Ô Nhã thị (烏雅氏) của Mãn Châu Chính Hoàng kỳ. Gia tộc của bà, thuộc hệ Ba Bái của Ô Nhã thị, xét thứ hệ là cùng tộc với Hiếu Cung Nhân Hoàng hậu và Thanh Nhân Tông Ân tần. Tuy nhiên, một chi huyết thống của Trang Thuận so với Hiếu Cung Nhân Hoàng hậu tương đối xa, từ thời Khang Hi Đế đã chia ra 5 hệ. Từ bối phận mà nói, Hiếu Cung Nhân Hoàng hậu là cao tổ phụ tộc cô mẫu, so với Trang Thuận Hoàng quý phi là khoảng 5 đời. Bên cạnh đó, Ân tần thuộc chi hệ gần, cha của Ân tần là anh trưởng của tằng tổ phụ của Trang Thuận Hoàng quý phi, do vậy Ân tần là tổ phụ đường tỷ, cũng chính là quan hệ đường cô tổ mẫu.
Cao tổ phụ chi hệ của Trang Thuận Hoàng quý phi, cũng chính là tổ phụ của Ân tần, tức Quan Bảo (官保). Quan Bảo, tự Dụng Dân (用民), hào Sư Tuyền (师泉), lấy Bút thiếp thức nhập sĩ, nhiều lần đảm nhiệm Chủ sự, Lang trung, Tri phủ, Phó Đô thống, sau thăng nhiệm Hình bộ Thị lang, Đô thống, Lại bộ Thượng thư, Hiệp bạn Đại học sĩ, năm 80 tuổi về hưu, thụy Văn Cần (文勤). Càn Long Đế từng ban "Tam ban cửu lão yến" ở Hương Sơn, cái gọi Tam ban cửu lão, tức Văn ban - Võ ban - Về hưu chi ban, trong đó Quan Bảo liền ở trong Văn ban cửu lão.
Quan Bảo sinh hai con trai, thứ nhất tên Vạn Ngưng (万凝), tị húy đổi thành Vạn Minh (万明), chính là cha của Nhân Tông Ân tần, sĩ đến Tả Phó Đô ngự sử; con thứ hai là Ngưng Đức (凝德), từ Lam Linh Thị vệ xuất thân, tòng chinh các nơi, lập có chiến công, nhậm vì Cam Túc Ba Lý Khôn Tổng binh, bỏ mình ở cuộc chiến với Bạch Liên giáo, tặng Kỵ đô úy (骑都尉). Con của Ngưng Đức là Tam Đa (三多) kế thừa tập tước Kỵ đô úy, con thứ Bách Lộc (百禄) làm đến Thông phán, một tiểu quan, sinh ra bốn con trai, con thứ 3 tên Linh Thọ (灵寿), làm Bút thiếp thức (chức quan dịch và ghi chép tài liệu), chính là cha sinh của Trang Thuận Hoàng quý phi.
Vợ cả của Linh Thọ là Ngạc Tế Đặc thị (鄂济特氏), không thể sinh con, còn tiểu thiếp Ông thị (翁氏) sinh liền 1 trai 1 gái, nhi tử là Hi Lâm (禧霖), còn con gái chính là Trang Thuận Hoàng quý phi. Nhưng khi Hi Lâm sinh ra, đã đem làm kế tự cho ông bác là Tam Đa, bởi vì ở tông pháp luật lệ, chi hệ của Tam Đa là môn trưởng, lại tập tước đại tông, yêu cầu nam tính hậu duệ tới kế thừa tông pháp thân phận, nhưng Hi Lâm sau khi bị đem đi cũng yểu mệnh mà chết. Sau khi Hi Lâm chết, đại tộc môn tuyệt tự, mà cả chi của Linh Thọ cũng tuyệt tôn, phải lấy con của Khánh Thần (庆辰), em thứ 7 của Bách Lộc làm con thừa tự.
Có thể thấy, một chi Trang Thuận Hoàng quý phi phía trước tương đối điêu tàn. Gia tộc cũng bắt đầu lụn bại.

## Nhập cung làm Phi
Năm Đạo Quang thứ 15 (1835), ngày 20 tháng 2, nhập cung ban đầu được sơ phong Tú Quý nhân (秀貴人) sau đó được đổi thành Lâm Quý nhân (琳貴人) cư ngụ tại Hàm Phúc Cung, ngày 6 tháng 11 giáng làm Tú Thường tại (秀常在). Năm sau (1836), ngày 23 tháng 7, phục phong Quý nhân.
Năm Đạo Quang thứ 20 (1840), ngày 25 tháng 7, tấn phong Lâm tần (琳嫔), ngày 21 tháng 9 (âm lịch) hạ sinh Hoàng thất tử Dịch Hoàn ở Thừa Càn cung, ngày 17 tháng 11, ra chỉ phong lên Lâm phi (琳妃), bỏ qua Tần vị sắc phong lễ.
Năm Đạo Quang thứ 22 (1842), ngày 13 tháng 2, sinh hạ Hoàng Cửu Nữ của Đạo Quang Đế, là Thọ Trang Cố Luân Công chúa. Ngày 3 tháng 5, lấy Lễ bộ Thượng thư Cung Thủ Chính (龚守正) làm Chính sứ, Nội các học sĩ Ngọc Minh (玉明) làm Phó sứ, hành Lâm phi sách phong lễ.
Năm Đạo Quang thứ 24 (1844), ngày 6 tháng giêng, giờ Dần, sinh hạ Hoàng bát tử Dịch Hỗ. Năm sau (1845), ngày 16 tháng 10, giờ Dần, sinh Hoàng cửu tử Dịch Huệ. Ngày 20 tháng 12, hạ chiếu tấn phong Quý phi. Năm Đạo Quang thứ 26 (1846), ngày 10 tháng 12, lấy Hiệp bạn Đại học sĩ Lại bộ thượng thư Trần Quan Tuấn (陈官俊) làm Chính sứ, Lễ bộ Tả thị lang Liền Quý (连贵) làm Phó sứ, sách phong Lâm Quý phi (琳貴妃).
Sách văn viết:
| “                                | 朕惟宣勤珠殿。芝泥分纶綍之荣。职佐璇闱。椒掖表珩璜之德。聿昭令典。用锡徽章。咨尔琳妃乌雅氏、淑慎其仪。柔嘉协度。式芳型于内则。礼教深娴。介蕃祉于春晖。慈恩下逮。兹恭奉皇太后懿旨。晋封尔为琳贵妃。特颁巽命。晋翼坤仪。尔其仰沐鸿休。勉赞肃雍之化。祗膺象服。弥怀谦抑之衷。钦哉。 . Trẫm duy tuyên cần châu điện. Chi nê phân luân phất chi vinh. Chức tá toàn vi. Tiêu dịch biểu hành hoàng chi đức. Duật chiêu lệnh điển. Dụng tích huy chương. Tư nhĩ Lâm phi Ô Nhã thị, thục thận kỳ nghi. Nhu gia hiệp độ. Thức phương hình vu nội tắc. Lễ giáo thâm nhàn. Giới phồn chỉ vu xuân huy. Từ ân hạ đãi. Tư cung phụng Hoàng thái hậu ý chỉ. Tấn phong nhĩ vi Lâm Quý phi. Đặc ban tốn mệnh. Tấn dực khôn nghi. Nhĩ kỳ ngưỡng mộc hồng hưu. Miễn tán túc ung chi hóa. Chi ưng tượng phục. Di hoài khiêm ức chi trung. Khâm tai. | ” |
| — Sách văn Lâm Quý phi Ô Nhã Thị | |   |

Năm Đạo Quang thứ 30 (1850), Đạo Quang Đế qua đời, con trai thứ tư của ông là Thanh Văn Tông Hàm Phong Đế nối ngôi, dâng hiệu cho bà là Hoàng khảo Lâm Quý thái phi (皇考琳貴太妃), cư Thọ Tây cung (寿西宫). Năm Hàm Phong thứ 11 (1861), Thanh Mục Tông Đồng Trị Đế nối ngôi, sang ngày 10 tháng 10 (âm lịch) thì ra chỉ tấn tôn bà làm Hoàng Tổ Lâm Hoàng quý thái phi (皇祖琳皇貴太妃), cư Thọ An cung (寿安宫).
Năm Đồng Trị thứ 5 (1866), ngày 7 tháng 11 (âm lịch), Lâm Hoàng quý thái phi qua đời, hưởng thọ 45 tuổi. Hoàng đế mệnh các Vương công Đại thần mặc tang phục 1 ngày để tang, thụy hiệu là Trang Thuận Hoàng quý phi (莊順皇貴妃). Năm Đồng Trị thứ 6 (1867), ngày 15 tháng 10, bà được táng tại Mộ Đông lăng (慕东陵), Thanh Tây lăng.
Về sau, cháu trai của bà là Thanh Đức Tông ra chỉ: "Trang Thuận Hoàng quý phi mẫu gia ba đời, duẫn nghi đặc kỳ tôn sùng, lấy quang buổi lễ long trọng". Do vậy, Hoàng đế ra chỉ dụ truy phong 3 đời Ô Nhã thị làm Nhất phẩm, lại cho Kỵ đô úy ân phong thế tập.

## Hậu duệ
- Hoàng thất tử Dịch Hoàn [奕譞; 16 tháng 10, 1840 - 1 tháng 1, 1891], cha đẻ của Thanh Đức Tông Quang Tự Hoàng đế. Thụy là Thuần Hiền Thân vương (醇贤亲王).
- Thọ Trang Cố Luân Công chúa [壽莊固倫公主; 13 tháng 2, 1842 - 14 tháng 2, 1884], hạ giá lấy Đức Huy (德徽) của dòng họ Bác La Trì, con trai của Dụ Hằng (裕恒), thế tập Thành Dũng công (诚勇公).
- Hoàng bát tử Dịch Hỗ [奕詥; 14 tháng 3 năm 1844 - 17 tháng 12 năm 1868]. Thuỵ là Chung Đoan Quận vương (鍾端郡王).
- Hoàng cửu tử Dịch Huệ [奕譓; 15 tháng 11 năm 1845 - 22 tháng 3 năm 1877]. Thuỵ là Phu Kính Quận vương (孚敬郡王).

## Văn Hóa Đại Chúng
Lâm Quý nhân Ô Nhã Thiện Lâm (乌雅·善琳) trong phim Vạn Phụng Chi Vương (2011)